# بلاستوکوئل
بلاستوکوئل (به انگلیسی: Blastocoel) که بلاستوکول و بلاستوسل (blastocele) نیز نوشته می‌شود و همچنین حفره شکاف cleavage cavity یا حفره تقسیم (segmentation cavity) نامیده می‌شود حفره‌ای پر از مایع یا پر از زرده است که در بلاستولا در مراحل اولیه رشد جنینی در این مرحله در پستانداران بلاستولا به بلاستوسیست دارای یک توده سلولی درونی و تروفکتودرم بیرونی تبدیل می‌شود.
به دنبال شکاف زیگوت پس از لقاح ایجاد می‌شود. این نخستین حفره سلولی است که با بزرگ شدن جنین شکل می‌گیرد، و پیش‌ساز ضروری برای گاسترولای تمایزیافته است. در قورباغه پنجه‌دار یک حفره بسیار کوچک در مرحله دوسلولی رشد توصیف شده است.